# Mysz sahelska
Mysz sahelska (Mus haussa) – gatunek gryzonia z rodziny myszowatych, występujący w Afryce Zachodniej.

## Systematyka
Gatunek został opisany naukowo w 1920 roku przez O. Thomasa i M. Hintona, miejscem typowym jest Farniso w Nigerii. Rozmiary ciała, ubarwienie sierści i inne cechy upodabniają ją do spokrewnionej myszy delikatnej (M. tenellus). W Mali szczątki tych gryzoni znajduje się często w wypluwkach sów.

## Występowanie
Mysz sahelska żyje w równoleżnikowym pasie sawann w regionach Sahelu i Sudanu Zachodniego. Występuje w Senegalu, południowej Mauretanii, Mali, Ghanie, Wybrzeżu Kości Słoniowej, Burkinie Faso, południowym Nigrze, Beninie i w Nigerii. Wschodnie granice zasięgu gatunku nie są dobrze rozpoznane, może żyć także w Kamerunie i Czadzie. Jest to gatunek nizinny, który wobec człowieka jest komensalem; jest spotykany w domach i składach.

## Populacja
Mysz sahelska ma bardzo szeroki zasięg występowania, jest liczna i potrafi dostosować się do zmian środowiska. Jej liczebność nie spada, nie są znane zagrożenia dla gatunku. Jest on uznawany za gatunek najmniejszej troski. Występuje w wielu obszarach chronionych.